# Mélanie Bernier
Mélanie Bernier (Tours, 5 gennaio 1985) è un'attrice francese.

## Biografia
Mélanie Bernier è nata a Grasse ed è cresciuta a Veigné (dipartimento Indre e Loira). Ha praticato teatro amatoriale dall'età di sette anni e a 14 si è iscritta a una scuola di improvvisazione teatrale.
Il debutto sul piccolo schermo a 14 anni nel telefilm Rends-moi mon nom, quindi si è diplomata, sezione Littéraire.
Nel 2000, il debutto sul grande schermo nel film di Bruno Chiche Barnie et ses petites contrariétés, nel quale interpreta Cécile, la figlia della coppia Fabrice Luchini e Nathalie Baye. Nel 2004 ha interpretato il personaggio di Fadette nel film TV di Michaëla Watteaux La Petite Fadette, tratto dal romanzo La piccola Fadette di George Sand.
Nel 2007 ha preso parte a Sa Majesté Minor, per la regia di Jean-Jacques Annaud; una grande produzione con un budget di oltre 30 milioni di euro, che ha riscontrato solo critiche negative e scarsa affluenza di pubblico (solo 139 521 spettatori).
Nel 2008 il ritorno al teatro con un ruolo da protagonista nella pièce Héloïse di Patrick Cauvin, diretta da Patrice Leconte.
Nel 2010 è nel cast del film L'assalto, di Julien Leclercq, sul dirottamento del volo 8969 della Air France, avvenuto nel 1994; nel 2013 ha ricoperto il ruolo di Louna Malaussène nel film Il paradiso degli orchi, tratto dall'omonimo romanzo di Daniel Pennac; nel 2015 protagonista della commedia romantica Un po', tanto, ciecamente, opera prima di Clovis Cornillac.
Nel 2018 ha partecipato a Mistero alla Sorbona, settimo episodio della serie TV I misteri di Parigi, nella parte della protagonista Victoire Missionnier, la prima studentessa francese di giurisprudenza.
Nel 2022 interpreta il ruolo di Jeanine nel film Maigret di Patrice Leconte.

## Filmografia parziale

### Cinema
- Sa Majesté Minor, regia di Jean-Jacques Annaud (2007)
- La Tête en friche - La testa tra le nuvole (La Tête en friche), regia di Jean Becker (2010)
- L'assalto (L'Assaut), regia di Julien Leclercq (2011)
- La delicatezza (La Délicatesse), regia di David Foenkinos e Stéphane Foenkinos (2011)
- Tutti pazzi per Rose (Populaire), regia di Régis Roinsard (2012)
- Il paradiso degli orchi (Au bonheur des ogres), regia di Nicolas Bary (2013)
- Un po', tanto, ciecamente (Un peu, beaucoup, aveuglément), regia di Clovis Cornillac (2015)
- Maigret, regia di Patrice Leconte (2022)

### Televisione
- Mystery in Paris ((Mystère à Paris) – serie TV, episodio 1x08 (2018)

## Doppiaggio
- Titeuf - Il film (Titeuf, le film), regia di Philippe Chappuis (2011)

## Doppiatrici italiane
Nelle versioni in italiano dei suoi film, Mélanie Bernier è stata doppiata da:
- Francesca Manicone in Tutti pazzi per Rose, Maigret
- Domitilla D'Amico in Venus et Apollon
- Chiara Gioncardi in L'avvelenatrice
- Valentina Favazza in Il paradiso degli orchi
- Martina Felli in Un po', tanto, ciecamente
- Perla Liberatori in Mistero alla Sorbona

Da doppiatrice è sostituita da:
- Beatrice Margiotti in Titeuf - Il film